# Max Draudt
Max Wilhelm Karl Gustav Philipp Ludwig Tuisko Draudt (* 11. März 1875 in Darmstadt; † 4. April 1953 in Darmstadt) war Professor der Chirurgie und Entomologe.
Seine Eltern waren der preußische Generalmajor August Karl Draudt (1846–1925) und dessen Ehefrau Emma Sophie Wilhelmine Johanne Müller (* 5. Juni 1853; † 11. Januar 1939). Sein Bruder Paul Karl Wilhelm (1877–1944) war Vizepräsident des Roten Kreuzes.
Er studierte in Berlin, Heidelberg und Königsberg Medizin. In Königsberg promovierte er 1904 und wurde Assistent an der Chirurgischen Universitätsklinik und 1910 dann Oberarzt. Bereits 1907 habilitierte er sich und wurde 1911 zum Professor ernannt. Aber bereits 1912 wechselte er von Königsberg nach Darmstadt, wo er sich als Privatarzt für Chirurgie niederließ. Er arbeitete bis 1951 als Facharzt im Alice-Hospital Darmstadt.
Draudt sammelte seit seiner Jugend Schmetterlinge und wurde ein anerkannter Experte auf diesem Gebiet. Seine Sammlung und Aufzeichnungen gingen 1944 bei einem Bombenangriff verloren. Nach dem Tod seines Freundes Adalbert Seitz leitete er die Herausgabe des Werks Die Großschmetterlinge der Erde, zu dem er auch viele Beiträge lieferte. Außerdem war er Schriftleiter der Entomologische Rundschau.

## Werke
- Die chirurgische Behandlung der Elephantiasis. In: Erwin Payr, Hermann Küttner (Hrsg.): Ergebnisse der Chirurgie und Orthopädie. 4. Band, Springer, Berlin/Heidelberg 1912, ISBN 978-3-642-89381-0.
- Lycaenidae. In: Adalbert Seitz: Die Großschmetterlinge der Erde. Band 5, Stuttgart 1924, S. 744 ff. (online).
- Grypocera. In: Adalbert Seitz: Die Großschmetterlinge der Erde. Band 5, Stuttgart 1924, S. 836 ff. (online).
- Saturniidae. In: Adalbert Seitz: Die Großschmetterlinge der Erde. Band 6, Stuttgart 1935, S. 713 ff. (online).
- Sphingidae. In: Adalbert Seitz: Die Großschmetterlinge der Erde. Band 6, Stuttgart 1935, S. 839 ff. (online).
- Notodontidae. In: Adalbert Seitz: Die Großschmetterlinge der Erde. Band 6, Stuttgart 1935, S. 901 ff.(online).
- Agaristidae. In: Adalbert Seitz: Die Großschmetterlinge der Erde. Band 7, Stuttgart 1935, S. 3 ff. (online).
- Noctuidae. In: Adalbert Seitz: Die Großschmetterlinge der Erde. Band 7, Stuttgart 1919, S. 15 ff. (online).
- Arctiidae. In: Adalbert Seitz: Die Großschmetterlinge der Erde. Band 10, Stuttgart 1933, S. 105 ff. (online).
- Lithosiinae. In: Adalbert Seitz: Die Großschmetterlinge der Erde. Band 10, Stuttgart 1933, S. 118 ff. (online).
- Agaristidae. In: Adalbert Seitz: Die Großschmetterlinge der Erde. Supplement zu Band 3, Stuttgart 1938, S. 3 ff. (online).
- Noctuidae. In: Adalbert Seitz: Die Großschmetterlinge der Erde. Supplement zu Band 3, Stuttgart 1938, S. 5 ff. (online).

Seine letzte Veröffentlichung war:
- Beiträge zur Kenntnis der Agrotiden-Fauna Chinas. In: Mitteilung der Münchener Entomologischen Gesellschaft.